# Viala (rivière)
Pour les articles homonymes, voir Viala.
La Viala (en russe : Вяла) est une rivière de Russie de 35 km de long qui coule dans le sud-ouest de la péninsule de Kola (oblast de Mourmansk).
La Viala est l'affluent principal du fleuve Oumba. Émissaire du lac Vialozero, la Viala se dirige vers l'ouest à travers un paysage de forêts et de tourbières. Elle joint ses eaux à l'Oumba 15 km avant son embouchure sur la mer Blanche.